# クリウス氏族
クリウス氏族（クリウスしぞく）は、古代ローマのプレブスの家系である。
この氏族が初めて現れるのは紀元前3世紀の初頭で、マニウス・クリウス・デンタトゥスの登場によって名族となった。

## 個人名
クリウス氏族の個人名で最も多いのはマニウスではあるが、ガイウスやクイントゥスといった名も見られる。カエサル配下の将軍にウィビウス・クリウスという名があるが、クリウス氏族なのか、ウィビウス氏族なのかはっきりしない。

## 派生した家名

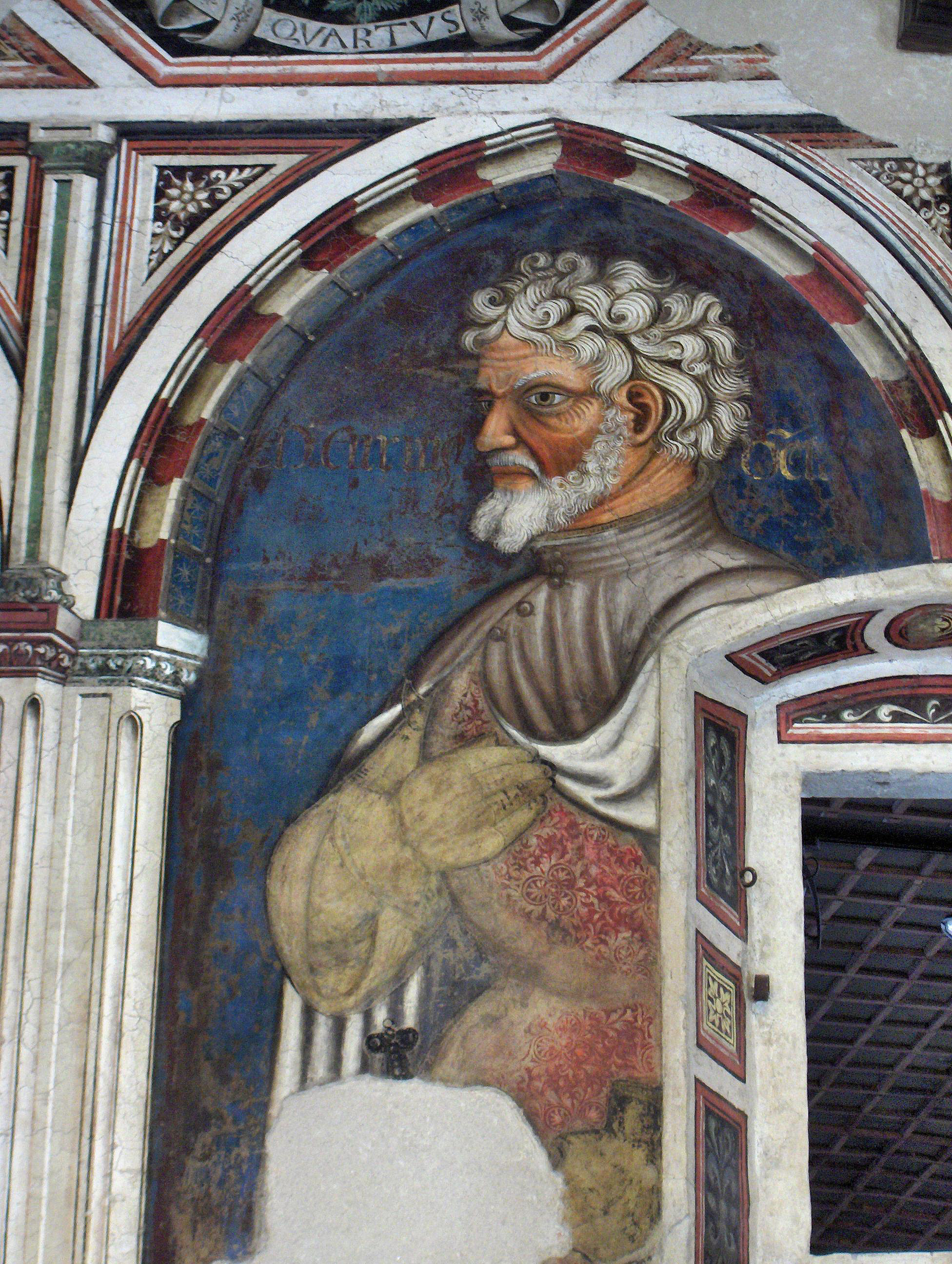
フォリーニョのトリンチ宮殿に描かれたデンタトゥス

この氏族に見られる家名はただ一つ、デンタトゥスで、「歯がある」の意である。そもそもは大きく、立派な歯を持つ誰かを指すのだろうが、クリウス・デンタトゥスは生まれた時、既に歯が生えていたためにこのあだ名がついたと言われている。

## メンバー
- マニウス・クリウス： 紀元前290年の執政官の祖父
- マニウス・クリウス： 紀元前290年の執政官の父
- マニウス・クリウス・デンタトゥス： 紀元前290年の執政官。サムニウム戦争を終結させ、ベネウェントゥムの戦いを指揮。3度の凱旋式を挙行する。紀元前275年と翌年にも執政官を、272年にはケンソルも歴任する
- マニウス・クリウス： 紀元前199年の護民官。同僚のマルクス・フルウィウスと共に, ティトゥス・クィンクティウス・フラミニヌスの執政官選挙立候補に反対する。そのためフラミニヌスはこの年クアエストルとなった[3]
- マニウス・クリウス： 紀元前93年に起こった相続に関する裁判の当事者。クリウスの弁護人は当時最高の弁論家ルキウス・リキニウス・クラッスス、相手の弁護人はローマ法の権威クイントゥス・ムキウス・スカエウォラ・アウグルで、この裁判は非常に注目された[4]。クリウス事件 (causa Curiana)と呼ばれ、ローマの法解釈が転換するきっかけになったとも言われる[5]
- マニウス・クリウス： キケロの友人で紀元前61年には首都財務官、58年には護民官、その後プロコンスルとして属州総督を歴任[6]
- マニウス・クリウス： キケロの子供の頃からの親友で、最も親切な男の一人と言う。何年かパトラで商売をした後、キケロによってアカエア属州総督セルウィウス・スルピキウスとアウクトゥスに推薦された[7]
- マニウス・クリウス： 遊び人という悪評にも拘らず、紀元前44年 マルクス・アントニウスによって裁判官に任命された[8]
- ガイウス・クリウス： エクイテスの出身で、元老院議員ガイウス・ラビリウスの義理の兄弟。ラティフンディウムを運営して多額の収益を上げ、その御蔭で非常に寛大で慈悲深い人生を送った。一度公的資金の使い込みで告訴されたが、公明正大な彼は無実だった[9]
- ガイウス・クリウス： 後のガイウス・ラビリウス・ポストゥムス。ガイウス・ルビリウスの甥で、彼の養子に入った。元老院議員から告訴されたが、キケロが弁護し無罪となった[10]
- クイントゥス・クリウス： 元老院議員。一度はクアエストルも務め、その後紀元前64年の執政官選挙候補者となった。しかし乏しい才能と遊び人としての悪評から落選した上に元老院の席も失う。彼はカティリナの友人で、その陰謀に加担していたが、愛人のフルウィアにうっかり漏らしてしまい、キケロの知るところとなった。彼が処刑されたかどうかは不明[11][12][13][14]
- クリウス： ビテュニア属州のグナエウス・ドミティウス・アヘノバルブスを裏切ろうとするも処刑される。恐らく上記クイントゥスと同一人物[15]
- ウィビウス・クリウス： ポンペイウスとイタリアで戦った時のカエサルの騎兵隊司令官。ポンペイウス側の将軍幾人かがクリウスに寝返った[16][17][18]
- クリウス・フォルトゥナティアヌス： 『ローマ皇帝群像』のマクシミヌス・トラクス、バルビヌスの治世に登場する[19]
- クリウス・フォルトゥナティアヌス： 5世紀中頃の弁護士。ギリシャ・ラテン文学大家たちのレトリック技術概論を三冊書き残した。かつては簡潔で包括的なものとして高く評価され、カッシオドルスからも引用された[1]